# Chinyere Ibekwe
Chinyere Christy Ibekwe (Los Angeles, 2 dicembre 1987) è un'ex cestista statunitense con cittadinanza nigeriana.

## Carriera
Con la Nigeria ha disputato i Campionati africani del 2011.